# Ɛɛ (digramme)
Cette page contient des caractères spéciaux ou non latins. S’ils s’affichent mal (▯, ?, etc.), consultez la page d’aide Unicode.
Ɛɛ (minuscule ɛɛ) est un digramme de l'alphabet latin composé de deux E ouverts (Ɛ). 

## Linguistique
- Dans l'alphabet l'alphabet agni-sanvi de l'agni, le digramme "ɛɛ" représente un "ɛ" long.

## Représentation informatique
Comme la majorité des digrammes, il n'existe aucun encodage de Ɛɛ sous un seul signe, il est toujours réalisé en accolant deux Ɛ,.